# Clase Ula
Los submarinos de la Clase Ula son de manufactura alemana, y son usados por la Real Armada de Noruega actualmente, como el reemplazo de la Clase Kobben en los finales de los años 1980 y a principios de los años 1990. La flotilla de estas naves consiste de 6 navíos, los cuales están actualmente en servicio y son las únicas naves de su tipo en activo en la Real Armada de Noruega.

## Historia
Las órdenes para una nueva y más moderna Armada Noruega, en cuanto a la parte de los sumergibles se dio y sobre la base de un diseño del año 1972 se toma la decisión de modernizar a la flotilla de submarinos de la Real Armada de Noruega (RA de N), que para esa entonces estaba compuesta de submarinos vetustos de la Clase Kobben.
La construcción de dichos navíos se transformó por decisión del alto mando en un proyecto de clase internacional. los sistemas de combate se fabricaron en Noruega por Kongsberg Gruppen, el sonar de ataque es de procedencia alemana los sistemas de sonares de flancos son de procedencia francesa. Las secciones principales del casco fueron fabricadas en Noruega, y luego ensambladas en Alemania por Thyssen Nordseewerke, en la ciudad de Emden. En Alemania, el diseño se conoce como el Clase 210 (en alemán: U-Boot-Klasse 210).
Cuando fueron asignados al servicio activo, las seis naves de la Clase Ula eran las únicas que disponían de duchas y recámaras de pernocta para los marineros a bordo y los primeros submarinos con dichas adaptaciones en toda la historia de la Armada de Noruega.
Los navíos de la Clase Ula son de los más silenciosos y maniobrables submarinos en el mundo. Esto, en combinación a su relativamente pequeño tamaño, les hace dificultar a sus rivales su detección a las naves en la superficie cuando éstas están en la inmersión de combate, y les hace ideales para operaciones en áreas costeras. La flotilla de naves de la Clase Ula son las naves consideradas en la Real Armada de Noruega como uno de los submarinos más efectivos en cuanto a su relación costo/operatividad/armamento.

## Misiones
En años recientes, varios de los submarinos de la Clase Ula han sido desplegados en el marco de las misiones de la OTAN en el Mar Mediterráneo y contribuyen al soporte y apoyo de otras naves de la alianza en el marco de la Operación Active Endeavour, en donde sus habilidades para la inteligencia ha sobrepasado las expectativas presupuestas para su operatividad. Sus capacidades operacionales y su disponibilidad le proveen el más alto estatus de las naves participantes en la mencionada operación. Como sea, este despliegue ha sido enmarcado en la necesidad de hacer que los submarinos de la Clase Ula se adaptaran mejor para mantener sus temperaturas normales en condiciones en que las condiciones climatológicas fueran de temperaturas externas y estas hicieran más altas las internas para la tripulación, al estar en operación en aguas más cálidas. Como contramedida a esta situación la Clase Ula ha sido ahora "tropicalizada" al instalársele nuevos y modernizados sistemas de refrigeración al primer navío de la clase, aparte; dos naves más de la citada clase están en trabajos para la mejora en sus "capacidades de operatividad tropicalizada".

## Submarinos en servicio
Inicialmente fueron entregados seis submarinos (entre 1989 y 1992) a la Real Armada de Noruega. Todos tienen su base en Haakonsvern en Bergen. Los buques recibieron nombres de ciudades y lugares típicos y/o reconocidos de Noruega, con excepción del S-305, (en noruego: Uredd, cuyo significado directamente traduce la frase "Sin Miedo"). Los distintivos de los navíos para los buques en servicio con la Real Armada de Noruega es KNM ( en noruego: Kongelig Norsk Marine, Buque de Su Real Majestad de Noruega en Español).

### Listado de las naves
| Número serial | Nombre      | Commisionada (fecha) |
| ------------- | ----------- | -------------------- |
| S-300         | KNM Ula     | 1989                 |
| S-301         | KNM Utsira  | 1992                 |
| S-302         | KNM Utstein | 1991                 |
| S-303         | KNM Utvær   | 1990                 |
| S-304         | KNM Uthaug  | 1991                 |
| S-305         | KNM Uredd   | 1990                 |

## Planes futuros
Durante el periodo transcurrido entre 2006-2008, los navíos de la Clase Ula se han modernizado y actualizado en sus sistemas críticos. Los más notables cambios en los submarinos será que obtendrán novedosos equipos y sistemas de comunicación (del tipo Link 11), nuevos sistemas de apoyo y soporte electrónicos en combate y de contramedidas y una muy necesaria actualización al sistema del periscopio. El contrato para los nuevos sistemas de sonar se había firmado en mayo de 2008. El primer submarino con el nuevo equipamiento de sonar se entregó en un tiempo de tan solo 21 meses, y los restantes se entregarán en al menos 52 meses. Los Submarinos de la Clase Ula serán probablemente mantenidos en servicio activo hasta el año 2020.
La Armada Argentina demostró interés en adquirir de 1 a 3 unidades, para reequipar al COFS que cuenta con los submarinos S- 31 Salta y el S- 41 Santa Cruz pero no se sabe nada al respecto y no hay seguimiento de las negociaciones, aparentemente no se ha llegado a un acuerdo aunque el ministro de defensa Agustín Rossi en enero de 2020 dijo que adquirira al menos 1 submarino.

## Imágenes

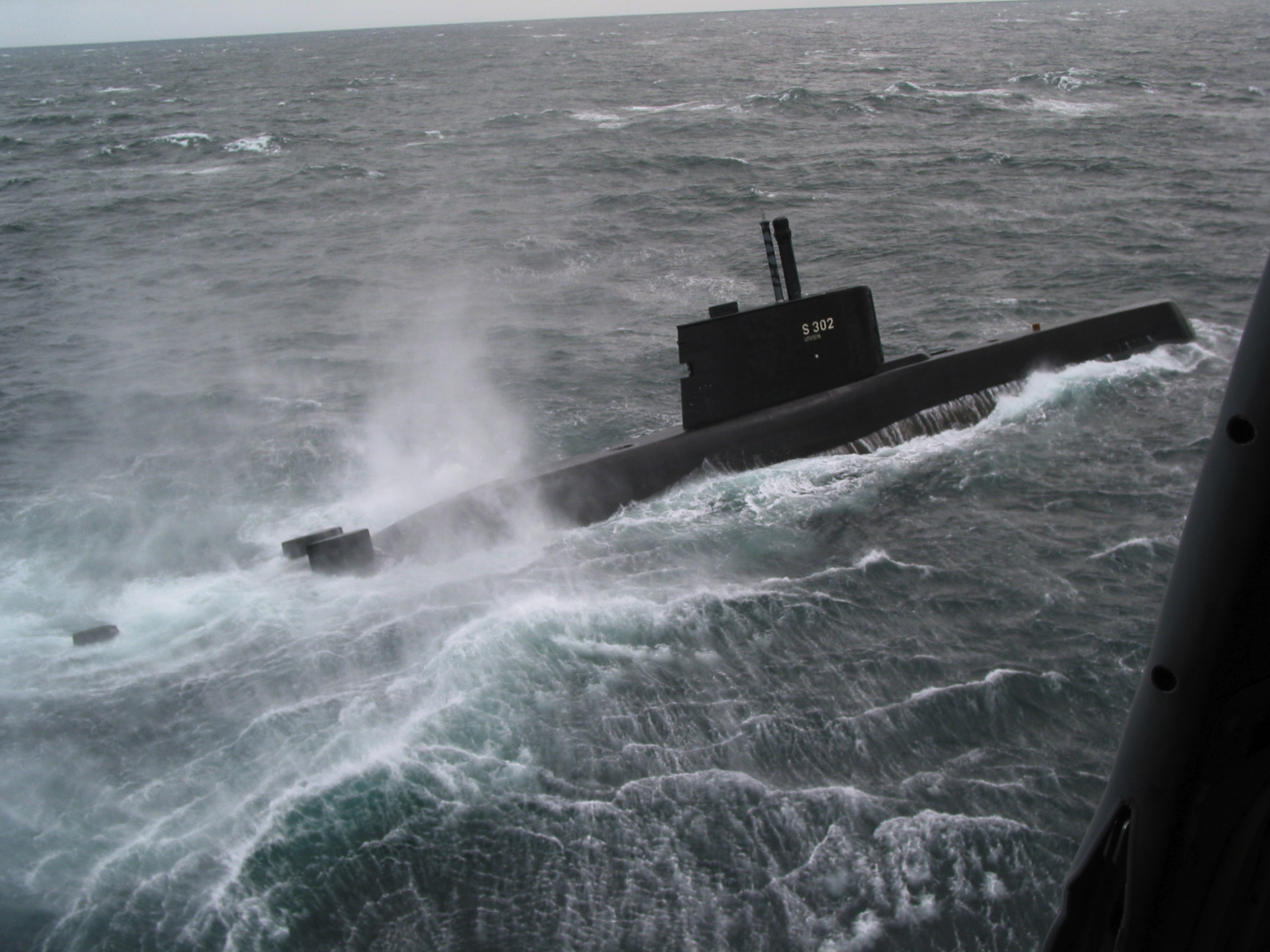
El submarino RNoN Utstein, participando en el ejercicio militar de la alianza OTAN Odín-Uno; 27 de agosto de 2003.
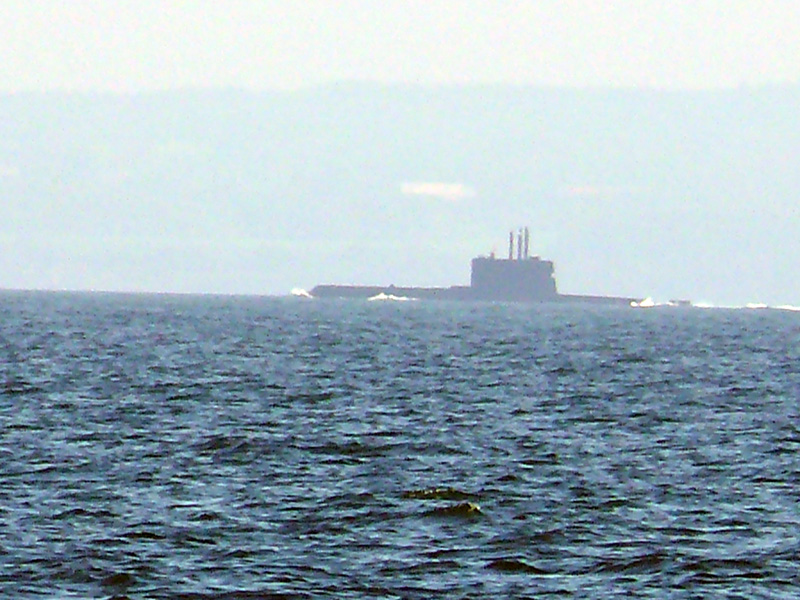
El submarino RNoN de la clase Ula cerca a la Isla de Bornholm, Mar Báltico; Marzo de 2007.